# 에미르 쿠스투리차
에미르 쿠스투리차(세르비아어: Емир Кустурица, Emir Kusturica, 세르보크로아티아어 발음: [ě.mir ˈku.stu.ri.tsa], 1954년 11월 24일~)는 세르비아의 영화 감독이다. 독특한 작품세계로 국제적으로 인정받았으며, 특히 1980년대와 1990년대에 많은 창작활동을 하였다.
칸 영화제 황금종려상을 두 차례 받았으며, 《아빠는 출장 중》과 《언더그라운드》로 2007년 프랑스 문예공로훈장 코망되르를 받았다.

## 생애

### 어린 시절
쿠스투리차는 1954년 11월 24일에 사라예보에서 태어났다. 당시 사라예보는 유고슬라비아의 일원인 보스니아 헤르체고비나 사회주의 공화국의 수도였다.
그의 부모는 무슬림이었으나 독실하지는 않았고, 쿠스투리차에 따르면 그의 선조는 세르비아 정교를 믿어왔다고 한다. 아버지 무라트 쿠스투리차는 공산당원이었고, 보스니아 헤르체고비나 정보부에서 일했다.

### 프라하에서의 교육
18세가 되던 해 쿠스투리차는 교육을 받기 위해 사라예보를 떠났다. 그는 프라하 공연 예술 아카데미(FAMU) 연극방송학과에서 교육을 받았는데, 밀로시 포르만, 이르지 멘젤(Jiří Menzel), 고란 파스칼레비치(Goran Paskaljević) 등을 배출한 유명한 학교였다.
쿠스투리챠는 프라하에서 공부를 하는 동안 그의 첫 번째 영화를 만들게 된다. 단편 영화인 《진실의 일부》(1971) 와 《가을》(1972)이 그것이다. 졸업 작품은 《게르니카》라는 이름의 25분짜리 영화였는데, 1930년대 후반의 어느 유대인 가족을 둔 소년의 이야기이다. 이 작품은 나치즘과 반유대주의에 반대한다는 내용인데, 그가 각본, 촬영, 감독을 모두 맡았고 이 작품으로 카를로비바리 학생 영화 페스티벌에서 주요 상을 수상했다.

### 사라예보
쿠스투리차는 사라예보로 돌아와서 지역 방송국을 통해 영화 두 편을 제작했다. 1978년에 그는 《돌아오는 신부들》(세르보크로아트어: Nevjeste Dolaze)을 제작했으나, 윤리적으로 부적절다고 여겨져 화면으로 공개되지는 않았다. 이후 쿠스투리차는 책으로 출간된 《Le petit livre d'Emir Kusturica》의 인터뷰에서 사회주의 유고슬라비아에서 금기시하는 테마를 담고 있었기 때문에 그 영화를 촬영한 것은 삶에서 가장 용기있는 행동이었다고 회고했다.
이후 쿠스투리차는 촬영가 빌코 필라츠(Vilko Filač)와 공동작업을 시작했다.
1979년에 이보 안드리치의 소설을 바탕으로 한 또 다른 TV작품 《타이타닉 바》(세르보크로아트어: Bife Titanik)을 선보였다. 《타이타닉 바》와 졸업작품 《게르니카》에는 제2차 세계 대전 시기 사라예보에서 일어난 일에 대해 자세히 표현되어 있다.

#### 《돌리 벨을 아시나요?》
쿠스투리차는 1981년에 《돌리 벨을 아시나요?》(보스니아어: Sjećaš li se Doli Bel?)라는 장편의 영화로 데뷔했는데, 슬라브코 슈티마츠(Slavko Štimac)가 출연했고 1960년대의 아동기와 사라예보에서의 성인기에 관한 작품이다. 이 작품은 첫 번째 유고슬라비아 영화인데, 공식어인 세르보크로아트어로 촬영된 것이 아니라, 보스니아 방언으로 촬영되었다. 이 영화는 베네치아 국제 영화제의 황금 사자상과 FIPRESCI상(국제영화평론가협의회상)을 수상하여 쿠스투리차에게 첫 번째의 큰 성공을 이루게 해 주었다.

#### 《아빠는 출장 중》
4년 뒤인 1985년에 다음 영화인 《아빠는 출장 중》(보스니아어: Otac na službenom putu)을 제작했다. 이 영화는 아이의 눈으로 본 유고슬라비아 내전을 다루었다. 티토가 이미 세상을 떠났음에도 불구하고, 영화에서 언급한 전후의 억압과 티토와 스탈린의 싸움 등 많은 것이 아직 금기시되는 테마였다.
《아빠는 출장 중》에서 쿠스투리차는 처음으로 미랴나 카라노비치(Mirjana Karanović)와 다보르 두이모비치(Davor Dujmović) 등을 출연시켰는데, 그들은 그 후에 몇 편의 영화에도 출연하게 된다.
이 작품으로 쿠스투리차는 칸 영화제 황금종려상과 FIPRESCI상을 받게 되고, 또한 오스카와 골든 글로브에 노미네이트된다. 황금종려상 심사위원장이었던 밀로시 포르만은 쿠스투리차를 유럽과 세계 영화계의 희망이라고 말했다.

#### 《집시의 시간》
쿠스투리차의 3번째 작품 《집시의 시간》(《매달려 있는 집》 - 세르보크로아트어: Dom za vešanje, 1988)에는 영국과 이탈리아의 감독들이 참여했다. 마케도니아에서의 촬영은 쿠스투리차가 처음으로 집시인들에게 가서 찍은 촬영이었고, 영화 역사상 처음으로 집시어로 집시에 관해 찍은 작품이었다. 주인공은(사춘기의 뻬르하나) 다보르 두이모비치였고, 고란 브레고비치와 쿠스투리차 그들 자신이 사운드트랙을 맡았고, 협력하여 만든 영화였다. 《집시의 시간》으로 쿠스투리차는 칸 영화제에서 감독상을 받았다.
대략 그 쯤에 그는 사라예보의 펑크 록 밴드인 Zabranjeno pušenje에서 베이스 기타를 연주하기 시작했는데, 곧 그임을 사람들이 알아챘다고 한다.

### 미국

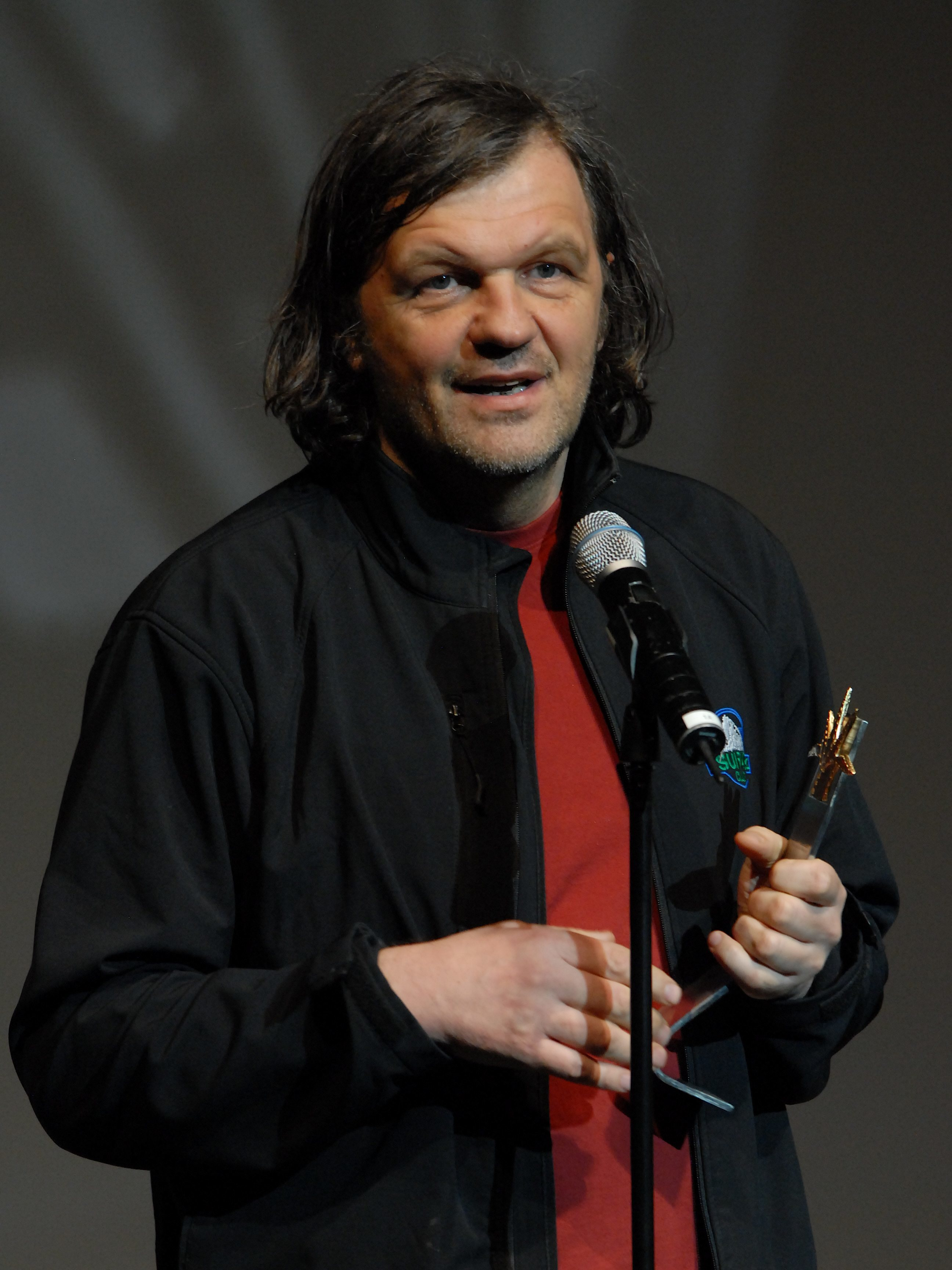
2009년 과달라하라 영화제 당시의 쿠스투리차

에미르 쿠스투리차는 감독 일을 쉬면서 Zabranjeno pušenje 활동을 이어가다가, 밀로시 포르만의 초청으로 미국 컬럼비아 대학교에서 강의를 하게 되었다(이미 사라예보에 있는 영화학교에서의 교육경험이 있었다). 제자 데이비드 앳킨스(David Atkins)가 쓴 시나리오가 이후 약간의 수정을 거쳐 영어가 쓰인 영화 《애리조나 드림》으로 제작 되었는데, 조니 뎁과 페이 더너웨이가 출연했다.
이 작품은 긴 제작 시간 동안 굴곡이 아주 많아서, 시사회 날짜를 계속 연기하였다. 그 결과 영화 평론가들에게서 좋은 평가를 받지 못했고, 베를린 국제 영화제에서 은곰상(그랑프리)을 받았지만 박스오피스에서는 실패하였다. 쿠스투리차 자신이 다시는 할리우드에서 일하고 싶지 않다고 말했기 때문에, 《애리조나 드림》은 아마도 처음이자 마지막으로 그가 미국에서 만든 영화가 되었다.
이후 다시 돌아와 《검은 고양이 흰 고양이》제작해 베니스 영화제에서 은사자상(감독상)을 받았지만. 그 후 좋은 영화를 만들어 내지 못하고 있다.

## 논란
1995년 작품 《언더그라운드》에서 세르비아의 인종청소를 옹호하였다는 논란에 휩싸이기도 하였다. 또한 슬로보단 밀로셰비치를 옹호하였다는 점에서 구설수에 오르기도 하였다. 결국 영화계에서 은퇴선언까지 이어지면서 파장이 가라앉았다. 이는 2010년 당시 터키에서도 불거지기도 하였다.

## 출연 작품
- 길로틴 트래지디(The Widow of Saint-Pierre)
- 발칸라인(Balkan Line)